# NGC 5611
NGC 5611 is een lensvormig sterrenstelsel in het sterrenbeeld Ossenhoeder. Het hemelobject werd op 29 april 1827 ontdekt door de Britse astronoom John Herschel.

## Synoniemen
- UGC 9227
- MCG 6-32-20
- ZWG 192.13
- PGC 51431